# Rhinolophus mehelyi
El murciélago de herradura mediano (Rhinolophus mehelyi) (que recibe su nombre científico en honor al zoólogo húngaro Lajos Méhely) es un quiróptero perteneciente a la familia Rhinolophidae. Es un rinólopo de tamaño mediano, con el cuerpo de entre 47 y 54 mm y entre 10 y 18 gramos de peso. Presenta un pelaje dorsal gris parduzco que contrasta con el ventral casi blanco; antifaz oscuro en los ojos. Similar a Rhinolophus euryale, se le distingue por su mayor tamaño y por las excrecencias nasales. Su fórmula dentaria es {\displaystyle {\frac {1.1.2.3}{2.1.3.3}}} .

## Distribución
Es una especie circunmediterránea que se extiende hacia el este por Próximo Oriente hasta Irán. En Europa, está presente de forma discontinua en los países mediterráneos y en algunas de las islas mayores. En España está presente al sur del Sistema Central y en la costa mediterránea oriental.

## Hábitat
Especie gregaria y troglófila estricta, que habita cuevas y minas y que posee una marcada termofilia, ocupa refugios cálidos y húmedos, situándose dentro de éstos en los techos de temperatura más elevada, utiliza como hábitat de caza medios arbolados diversos, prefiriendo la disposición adehesada de la cubierta vegetal. Aunque existen referencias sobre él en la península ibérica hasta los 1200 metros de altitud, habitualmente no supera los 500 m s. n. m.

## Amenazas
La alteración de sus refugios y de sus hábitats de alimentación son las principales causas de su regresión. El uso de plaguicidas le afecta negativamente, al igual que a otros murciélagos insectívoros, por la reducción en la disponibilidad de presas y por la intoxicación debida a su ingesta.
En España, en las áreas orientales de la Península, donde parece haber sufrido una regresión más acentuada, coinciden con los espacios más transformados (intensificación y transformación agrícola, urbanización creciente, incendios forestales, etc). Parece que la pérdida del hábitat de alimentación es la causa más importante de su regresión.